# JR貨物UF39A形コンテナ
| スタブアイコン | サブスタブ | この項目は、まだ閲覧者の調べものの参照としては役立たない、鉄道に関連した書きかけの項目です。この項目を加筆・訂正などしてくださる協力者を求めています（P:鉄道/PJ:鉄道）。 |

UF39A形コンテナ（UF39Aがたコンテナ）は、日本貨物鉄道（JR貨物）輸送用として籍を編入している30ft私有コンテナ（冷凍コンテナ）である。
1992年度から製造された。
形式の数字部位 「 39 」は、コンテナの容積を元に決定される。このコンテナ容積39㎥の算出は、厳密には端数四捨五入計算の為に、内容積38.5 - 39.4㎥の間に属するコンテナが対象となる。
また形式末尾のアルファベット一桁部位 「 A 」は、コンテナの使用用途（主たる目的）が 「 普通品の輸送 」を表す記号として付与されている。

## 番台毎の概要

### 30000番台
30001 • 30002
福岡運輸所有。
30003
ヤンマーディーゼル所有(高崎通運借受)
熊谷貨物ターミナル駅から西日本にアイスクリーム(ハーゲンダッツ)を輸送していた。製造は東急車輌大阪製作所｡
30004 - 30006
高崎通運所有。30003と同一仕様。